# Douglasadams (planetoïde)
(25924) Douglasadams is een planetoïde, vernoemd naar de Britse sciencefictionschrijver 
Douglas Adams. De voorlopige aanduiding van de planetoïde was 2001 DA42; een combinatie van het jaar waarin Adams overleed, zijn initialen, en Het antwoord op de ultieme vraag over het Leven, het Universum, en Alles zoals vermeld in zijn werk Het Transgalactisch Liftershandboek. 
De planetoïde werd ontdekt op 19 februari 2001 door Lincoln Near-Earth Asteroid Research.